# 2030 – Aufstand der Jungen
2030 – Aufstand der Jungen (Arbeitstitel: 2030 – Ausbeutung der Enkel) ist ein 2009 produzierter und 2011 erstmals ausgestrahlter deutscher Fernsehfilm von Jörg Lühdorff. Der Film wurde vom Fernsehsender ZDF als eine Doku-Fiction über die demografische Entwicklung angekündigt. Der sozialkritische dreiteilige Vorgänger 2030 – Aufstand der Alten aus dem Jahr 2007 behandelte die Zukunft der Senioren in der deutschen Gesellschaft, während sich Aufstand der Jungen dem sozialen Schicksal der jüngeren Bevölkerung widmet. Mit dem neuen Werk will der Autor die möglichen Folgen des demografischen Wandels aus der Sicht der jungen Generation beschreiben. Lühdorff recherchierte für den Film in zahlreichen wissenschaftlichen Studien.

## Inhaltliche Themenbereiche
Die Themen Schuldenfalle, ausgelöst durch die Kosten für die Pflegebedürftigkeit der Großmutter und einer schweren Krebserkrankung, deren Kosten nicht von den modernen, menschenfeindlichen Bedingungen der Krankenversicherung gedeckt sind, als Teil einer Zweiklassenmedizin der Zukunft werden wie eine investigative Reportage inszeniert. Auch dieses Mal sucht die Journalistin Bach in der Rahmenhandlung nach den Hintergründen und deckt einen Politskandal auf. Der Film beleuchtet die Bereiche Überwachungsstaat, Gentests bei Einstufungen zur Krankenversicherung, Datenschutz, eine unbezahlbare Rente, Bürgerrechte und aufkommende Spannungen in der deutschen Bevölkerung durch eine aufgehende Schere zwischen Arm und Reich durch versäumte politische Maßnahmen aufgrund der Bevölkerungsalterung (demografische Entwicklung) kritisch.

## Handlung
In Berlin im Jahre 2030 wird der junge Tim Burdenski schwer verletzt auf dem Gendarmenmarkt aufgefunden. Nach einem Notruf durch eine Taxifahrerin wird er in ein Krankenhaus eingeliefert, stirbt aber trotz einer verspätet eingeleiteten Notoperation. Die Journalistin Lena Bach beginnt zu recherchieren, da der 30-Jährige als eines von zehn sogenannten „Millenniumskindern“ seit seiner Geburt am 1. Januar 2000 in einer Langzeitdokumentation von einem Fernsehteam begleitet wird. Alle entstammen der Mittelschicht.
Die Staatsanwaltschaft teilt der Öffentlichkeit mit, dass er beim Versuch, in das stark geschützte nationale Datenregister einzudringen, erwischt und bei der Flucht von einem SEK erschossen worden ist. Tims langjährige Freundin Sophie Schäfer, ein weiteres Millenniumskind, behauptet dagegen, dass Tim gar nicht tot sei und sie einen Anruf von ihm erhalten habe. Nachdem Lena erfahren hat, dass die Leiche ohne Obduktionsbericht eingeäschert werden sollte, beschließt sie, weiter zu ermitteln und sich anhand einer Dokumentation ein Bild von Tims Leben zu machen. Dabei stößt sie zusammen mit Sophie auf weitere Ungereimtheiten. Entgegen der Darstellung im Fernsehen lebte er offenbar in bedrückender Armut und war hochverschuldet.
Tim konnte sich trotz Begabung sein Kunststudium nicht leisten und hatte als Grafikdesigner zunächst eine Festanstellung. Ihm wurde aber wie vielen anderen betriebsbedingt gekündigt, und er hielt sich mit Nebenjobs über Wasser. Aus Scham verschwieg er seine Mittellosigkeit und geriet in Schulden, nachdem seine Großmutter zum Pflegefall geworden war und die Familie einen großen Teil der Pflegekosten tragen musste. Nach der Finanzkrise ab 2007 wurden seit 2015 von der Bundesregierung die meisten Sozialleistungen drastisch gekürzt, der Generationenvertrag aufgelöst und die staatliche Rente abgeschafft sowie das Renten-, Pflege- und Krankenkassensystem weitgehend privatisiert. Ferner wurden Studiengebühren deutlich erhöht und eine nationale Datenbank mit persönlichen Informationen über alle Bürger angelegt. Privatinsolvenzen wurden nicht mehr ermöglicht und so zahlreiche Menschen in die Illegalität getrieben.
Auf der Suche nach Tim entdecken Lena und Sophie ein im Internet veröffentlichtes Handyfoto, das ihn in dem Berlin-Schöneberger Ghetto „Höllenberg“ zeigt, und erhalten damit einen Beweis, dass Tim am Leben ist. Das Viertel, in dem sich die von Vincent Fischer gegründete Initiative „Hoffnungstal“ befindet, ist von bitterer Armut und Kriminalität geprägt, bestehend aus Menschen der verarmten Mittelschicht. Bei der Initiative handelt es sich um Menschen am Rande der Illegalität, die dem Staat den Rücken gekehrt haben und durch Nachbarschaftshilfe und Eigeninitiative den nicht mehr funktionierenden Sozialstaat ersetzen wollen. Als Krankenhauspfleger verhilft Fischer unter anderem aufgrund des unsozialen Gesundheitssystems verschuldeten schwerkranken Patienten zu fingierten Totenscheinen, damit diese untertauchen können. Als Fischer auf der Flucht vor der Polizei getötet wird, kommt es zu sozialen Spannungen in den verarmten Teilen der Bevölkerung und heftigen tagelangen Krawallen, die sich auf ganz Deutschland ausbreiten und von der Polizei gewaltsam beendet werden.
Lena und Sophie bekommen zuletzt einen Hinweis auf Tims Aufenthaltsort. Die mit Tim verheiratete Paula ist schwer an Krebs erkrankt und wird in einer illegalen Klinik behandelt, nachdem sie Jahre zuvor nach einem Gentest über die persönliche Wahrscheinlichkeit künftiger Erkrankungen einen günstigeren Tarif wählte, woraufhin die Krankenkasse die kostspielige Therapie jetzt als nicht vom Versicherungsumfang umfasst verweigert. Trotz einer Verlegung verstirbt sie schließlich. Tim versuchte trotz großer Gefahr ihre Daten zu manipulieren, täuschte seinen Tod vor und ging in den Untergrund. Am Ende stellt sich Tim der Polizei und wird zu einer zweijährigen Bewährungsstrafe wegen versuchter Datenmanipulation verurteilt.

## Einschaltquoten
Die Dokufiktion erreichte 2,05 Millionen Zuschauer, was beim Gesamtpublikum zu 6,1 Prozent Marktanteil reichte. Schlechter sah es bei den 14- bis 49-Jährigen aus, wo 2030 – Aufstand der Jungen mit nur 4,7 Prozent Marktanteil abschnitt. Die Vorgängerstaffel 2030 – Aufstand der Alten war damit, insbesondere in der ersten Folge, bei der jüngeren Zielgruppe wesentlich erfolgreicher und erreichte bei den 14- bis 49-Jährigen zweistellige Marktanteile weit über dem Senderschnitt.

## Rezensionen
Christian Buß urteilte in Spiegel Online: „Auch beim Aufstand der Jungen, wie der Vorgänger von Krimi-Spezialist Jörg Lühdorff geschrieben und inszeniert, gibt es ein paar schöne und aberwitzige Bambule-Szenen […]“. Jedoch würden „in 90 Minuten gequetscht, all die demografischen Fakten erdrückend auf die Geschichte“ wirken und die Figuren „unter der Last der gesellschaftlichen Daten gebückt durch die Handlung“ schleichen. „Der Charme des Widerständigen“ will sich nicht wie bei 2030 - Aufstand der Alten beim Nachfolger einstellen. „Suggeriert der Titel auch Nähe zum Studentenbuchladen-Bestseller Der kommende Aufstand - das umstürzlerische Potential der jungen Wutbürger hält sich in der neuen ZDF-Fake-Doku dann doch in Grenzen.“ Der Widerstand trage eher „egoistische Gründe“, da man „nicht wirklich das System stürzen, sondern nur den besten Nutzen aus ihm ziehen“ wolle.
Klaudia Wick nannte in der Frankfurter Rundschau den Fernsehfilm als anschaulich inszenierte Trostlosigkeit, der handwerklich interessant aber phasenweise etwas spröde ist. Manchmal würde „man die Kraftanstrengung des Autors und Regisseurs Jörg Lühdorff, den Spannungsbogen über diese Agonie hinweg ausreichend straff zu halten“ spüren. Dabei setzte Lühdorff „vor allem auf technische Spielereien: Die Überwachungskameras erzählen in der fiktiven Dokumentation, was nachts auf dem Gendarmenmarkt und später in der Notaufnahme geschah.“ Ebenso ermöglichen „Ausschnitte aus der vermeintlichen Langzeitdokumentation über die Millenniumskinder“ weitere Rückblicke in die Vergangenheit. „Das alles ist auf der handwerklichen Ebene interessant anzusehen, wirkt aber phasenweise etwas spröde. Denn auch die Heldin Sophie wird von ihrer Darstellerin Lavinia Wilson nicht gerade als emotionales Wärmezentrum des Film [sic!] verstanden.“
Friederike Haupt sagte in der Frankfurter Allgemeine Zeitung: „Abgeranzter Altbau gegen in blaues Science-Fiction-Licht getauchte Glas- und Stahlbauten des um einige Hochhäuser reicher gewordenen Berlin - so plakativ darf ein Film sein, auch wenn berühmte Dystopien wie „Soylent Green“ oder „Gattaca“ subtiler wirken. Dafür sind sie aber auch weiter weg von unserer Gegenwart.“ Der Fernsehfilm würde das, was „Bevölkerungswissenschaftler wie Herwig Birg seit Jahren anmahnen […] besonders laut, deutlich und drastisch“ wiederholen.